# Попатенко, Тамара Александровна
Тамара Александровна Попатенко — советский композитор,  одна самых известных и популярных детских композиторов. Заслуженный деятель искусств РСФСР

## Биография
Тамара Александровна Попатенко родилась 22 апреля 1912 года в городе Москве. Учиться музыке начала с восьми лет. Отец девочки был первым учителем игры на рояле. Юрист по профессии, он, однако, считал музыку истинным призванием и мечтал о музыкальном будущем для единственной дочери. В связи с частыми переездами семьи Тамара поступила в музыкальную школу лишь в возрасте пятнадцати лет в городе Новочеркасске.
Здесь, в музыкальной школе, Тамара впервые попробовала записать сочинённую музыку – незатейливые фортепианные пьесы. Через два года Тамара Попатенко поступает в Ростовский музыкальный техникум сразу по двум специальностям: фортепиано и сочинение.
Успешно окончив музыкальный техникум, Попатенко в 1932 году едет в Москву поступать в Московскую консерваторию. Исполненные ею фортепианные «Причуды» получили одобрение экзаменационной комиссии, и Тамара Попатенко была зачислена на отделение композиции в класс профессора Р.М. Глиэра. Работой студентки непосредственно руководили и такие замечательные педагоги, как Г.И. Литинский, В.Я. Шебалин. В 1938 году Т.А. Попатенко успешно заканчивает Московскую государственную консерваторию.

## Музыкальное творчество
Творчество Попатенко включает музыку самых разнообразных жанров: струнные квартеты, три детские сюиты для симфонического оркестра («Новогодняя», «Игрушки», «Гуси-лебеди»), фортепианные и инструментальные пьесы, романсы на слова А. Пушкина, М. Лермонтова, Р. Бернса, французских поэтов, музыку к спектаклям, к мультфильму, оперы-сказки, одноактный балет «Репка». Музыка Попатенко часто звучит по радио в детских передачах: «Солнечный зайчик», «Королева Зубная щетка»,«Дили-Дон», «Маша-растеряша», «Снегурочка и лиса».
Ею написаны хоровые произведения для взрослых: цикл «Леса шумят» на стихи П. Комарова и М. Лапирова (пять хоров смешанного состава a
capella), «Осень» хор a capella на стихи Я. Шведова и В. Харьюзова; хоры с сопровождением «Помнит солдат» и «Новички» на стихи Б. Дубровина;
хоры и песни на стихи советских поэтов (1970-1971). Т. Попатенко написана кантата «Горный ветер» для детского хора, симфонического оркестра и чтеца, создано множество песен и хоров для детей всех возрастов. На её счету бесчисленное множество произведений для детей, однако Тамара Александровна писала не только детские квартеты или сюиты. Она создавала музыку для писателей и поэтов, обрабатывала народные песни и писала композиции для школьных выступлений .
Является автором музыку к мультфильму Чудо-мельница.

## Музыкальные произведения[3]

### Произведения для детского хора младшего школьного возраста
- Солнышко (Слова Н. Найденовой)
- Утро на берегу озера (Слова И. Никитина)
- Песенка птичек (Слова З. Александровой)
- Птичка (Слова Н. Найденовой)
- Золотистая пшеница (Слова Н. Найденовой)
- Сарафан надела осень (Слова И. Черницкой)
- Листья золотые (Слова Н. Найденовой)
- Листопад (Слова Н. Найденовой)
- Скворушка прощается (Слова М. Ивенсен)
- Маме песенку пою (Слова Е. Авдиенко)
- Вот такая бабушка! (Слова И. Черницкой)
- Очень любим Родину (Слова Н. Найденовой)
- Урок (Слова М. Ивенсен)
- Машина (Слова Н. Найденовой
- Мальчик-замарашка (Финская народная песня. Обработка Т. Попатенко. Русский текст М. Кравчука)
- Птичий ужин (Литовская народная песня. Обработка Т. Попатенко. Русский текст Н. Найденовой)
- Гусята (Немецкая народная песня. Обработка Т. Попатенко. Русский текст А. Кузнецовой)
- Котёнок и щенок (Слова В. Викторова)
- Две песни из цикла «Что такое ансамбль» (Слова В. Викторова)
- Три синички (Трио)
- Четыре лягушки (Квартет)
- Дождик – это здорово! (Слова В. Викторова)
- По мотивам африканской поэзии.
- Как на тоненький ледок (Русская народная песня. Обработка Т. Попатенко)
- Песня снежинок (Слова А. Рождественской)
- Новогодняя полька (Слова Г. Ладонщикова)
- Новогодний маскарад (Слова Б. Дубровина)
- Елка (Слова Н. Найденовой)

### Произведения для детского хора среднего и старшего школьного возраста
- Лен, мой лен (Слова К. Ибряева)
- Родина Слова (И. Лешкевич)
- Родина моя (Слова И. Черницкой)
- Это для нас! (Слова М. Лаписовой )
- Лирическая прощальная (Слова И. Векшегоновой)
- Третий танкист (Слова Я. Халецкого)
- Негасимый огонь (Слова Н. Найденовой)
- Баллада о Гуле Королевой (Слова К. Ибряева)
- Песня о юном партизане (Слова Я. Розенфельда и К. Ибряева)
- Город мужества (Слова Б. Дубровина)
- Школьный звонок Слова Вл. Коркина)
- Песенка об учительнице (Слова В. Гладышевой)
- Юные мушкетёры (Слова Б. Дубровина)
- Мы выходим в поход (Слова А. Гангова)
- Вот так сборы! (Слова Ю. Островского)
- Скорей в хоровод (Слова А. Рождественской)
- Тётушка Горпина (Слова М. Ивенсен)

### Произведения для хора a capella
- Облака (Слова Н. Берендгофа)
- На рассвете (Слова А. Гангова)
- Урожай (Слова Е. Трутневой)
- Чу! Тянут в небе журавли… (Слова Н. Некрасова)
- Летняя ночь (Слова Е. Авдиенко)
- О чем шумели деревья (Слова Е. Авдиенко)
- Летят на юг журавушки (Слова Р. Горской)
- Журавли уносят лето (Слова И. Черницкой)
- Алый свет (Слова Ю. Островского. Редакция И. Новицкого)
- Ходит-бродит осень (Слова Е. Трутневой)
- Последний снег (Слова Е. Авдиенко)
- Падает снег (Слова Е. Авдиенко)
- Весенний наигрыш (Слова Е. Авдиенко)
- Весна (Слова В. Донниковой)
- Береза (Слова С. Есенина)
- Ивушка (Слова Н. Берендгофа)
- Эхо в горах (Слова Р. Горской
- На перевале (Из кантаты «Горный ветер» Слова Ю. Островского)
- Парнишка в бушлате (Слова И. Морозова)
- Слышишь ты, наша планета (Слова Ю. Островского)